# Llac del Cubil
Le Llac del Cubil est un lac d'Andorre situé dans la paroisse d'Encamp à une altitude de 2 295 m.

## Toponymie
Llac signifie « lac » en catalan et provient du latin lacus de même signification. Llac est peu utilisé dans la toponymie andorrane et catalane en général et on lui préfère habituellement le terme d'estany.
Cubil est un toponyme typiquement andorran signifiant « trou » ou « tanière » . Ce toponyme est lui-même d'origine latine, provenant de cubile dont la signification est identique.

## Géographie

### Topographie et géologie
Le lac est situé à une altitude de 2 295 m,. Il est surplombé au sud par le massif du Cubil comportant notamment le pic Alt del Cubil (2 833 m) et le pic Baix del Cubil (2 705 m).

### Hydrographie
Sa superficie est de 0,3 ha. Ses eaux alimentent le riu del Cubil qui fait partie du bassin versant de la Valira d'Orient. Le riu del Cubil rejoint cette dernière au niveau des Bordes d'Envalira.
| \| Llac del Cubil \|                                                    |                                             |
| Le llac del Cubil sur la carte des bassins hydrographiques de l'Andorre | La vallée de la Valira d'Orient à Grau Roig |
| Llac del Cubil                                                          |                                             |

## Galerie

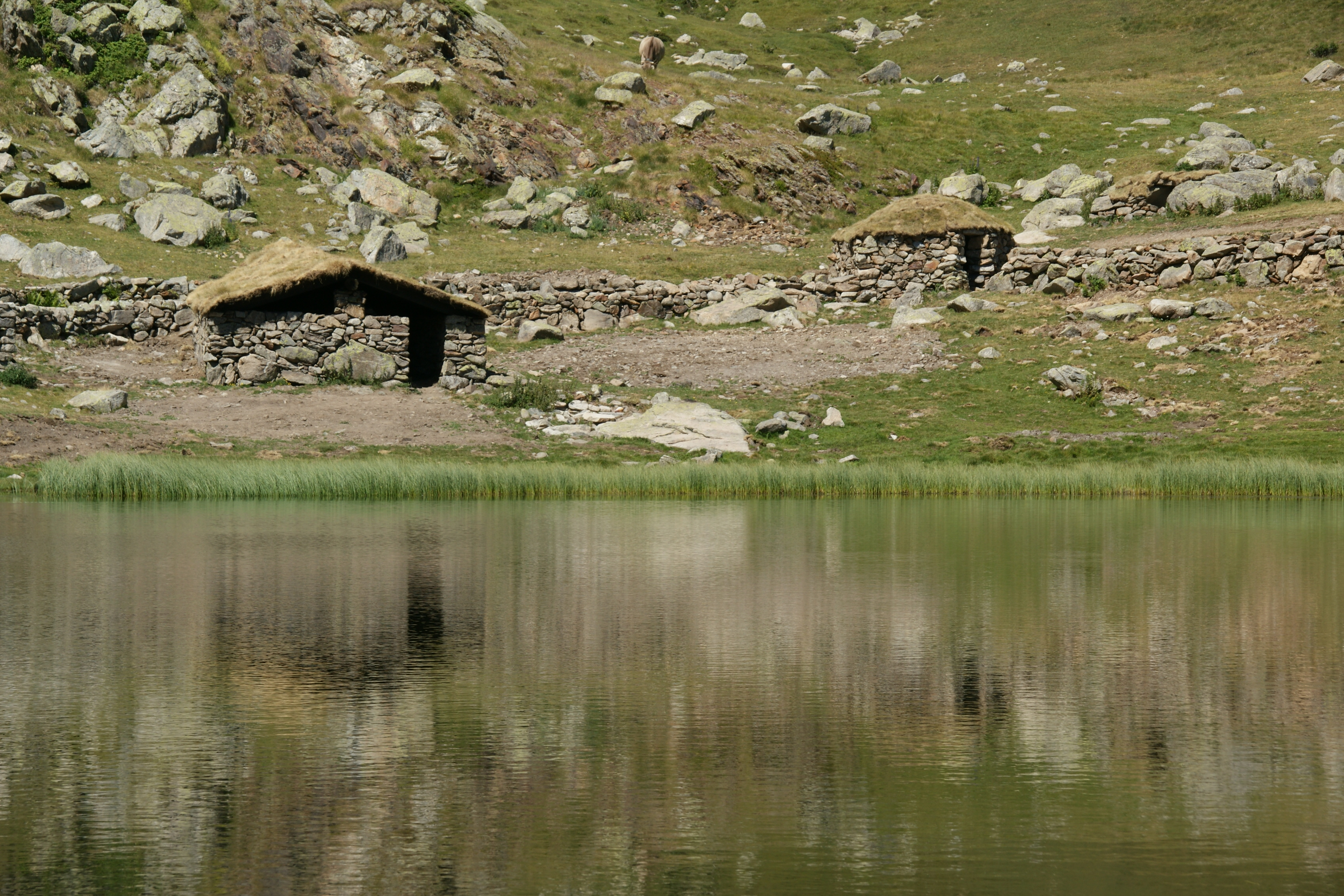
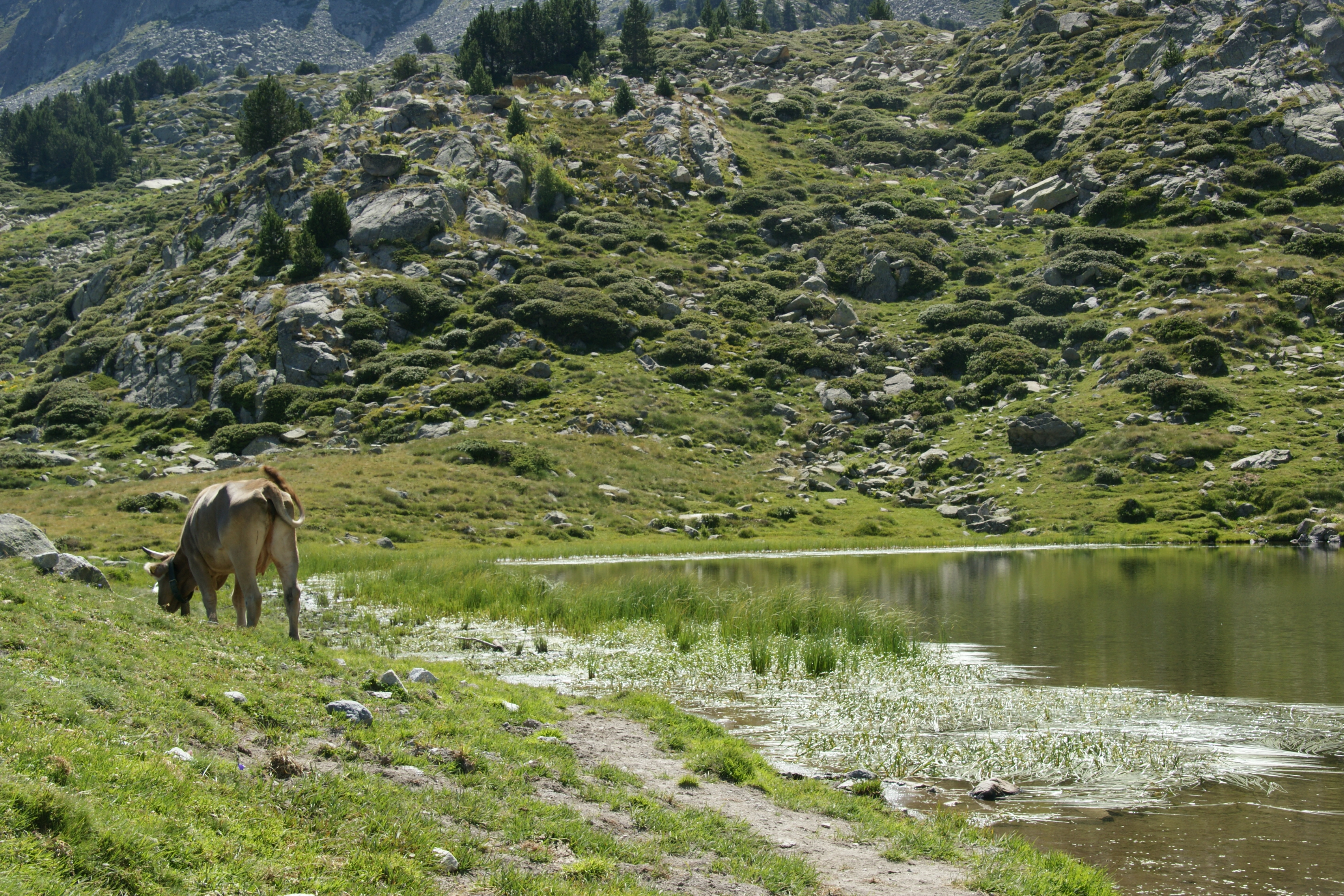
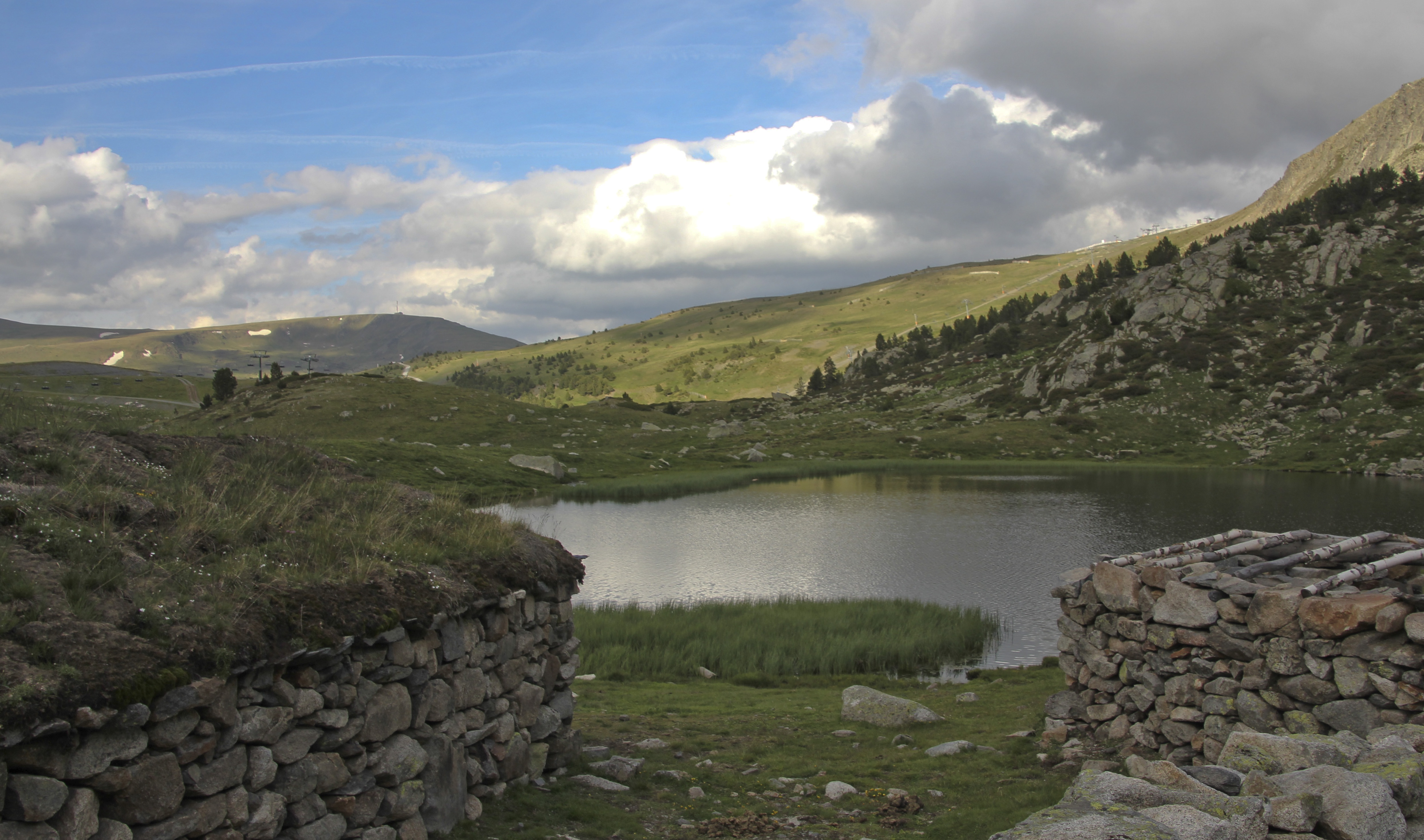

## Faune et flore
- Omble de fontaine[6]
- Truite fario[6]